# Conklin (Alberta)
Pour les articles homonymes, voir Conklin.
Conklin est un hameau (hamlet) de Wood Buffalo, situé dans la province canadienne d'Alberta.

## Démographie
En tant que localité désignée dans le recensement de 2011, Conklin a une population de 211 habitants dans 66 de ses 86 logements, soit une variation de 6.0% par rapport à la population de 2006. Avec une superficie de 15,346 0 km2, le hameau possède une densité de population de 13,749 5 hab/km2 en 2011.
Concernant le recensement de 2006, Conklin abritait 199 habitants dans 60 de ses 77 logements. Avec une superficie de 15,345 9 km2, le hameau possédait une densité de population de 13,0 hab/km2 en 2006.